# Regard du Trou-Morin
Le regard du Trou-Morin est un regard situé au Pré-Saint-Gervais, en France.

## Localisation
Le regard est situé dans le département français de la Seine-Saint-Denis, sur la commune du Pré-Saint-Gervais, avenue Édouard-Vaillant, en contrebas de la sente des Cornettes.

## Description
Le regard du Trou-Morin est un édifice massif en pierre, de plan rectangulaire et de 4,4 m de haut.

## Historique

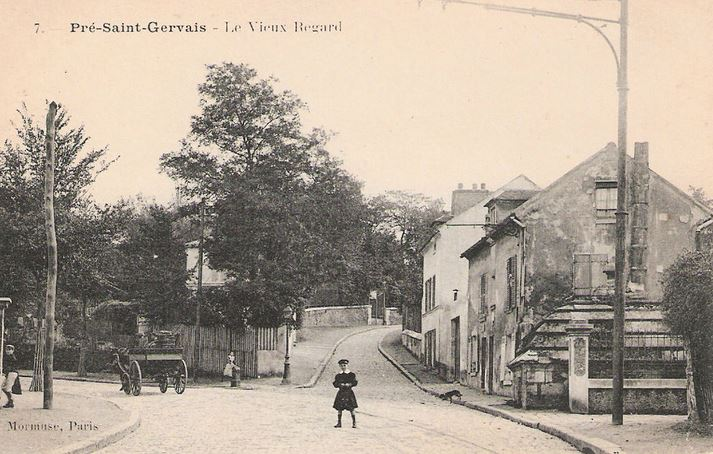
« Le Vieux Regard » au Pré-Saint-Gervais, années 1900.

Le regard est construit dans le cadre des aménagements hydrauliques des Eaux du Pré-Saint-Gervais, permettant d'acheminer les sources de la colline vers le prieuré Saint-Lazare, à Paris. Il est rénové au XVIIe siècle, lorsque l'exploitation des sources est confiée à la ville de Paris.
L'édifice est classé au titre des monuments historiques en 1899.